# Schistochila splachnophylla
Schistochila splachnophylla là một loài rêu trong họ Schistochilaceae. Loài này được (Hook. f. & Taylor) Stephani mô tả khoa học đầu tiên năm 1901.